# Comuna Didîliv, Kameanka-Buzka
Didîliv (în ucraineană Дідилів) este o comună în raionul Kameanka-Buzka, regiunea Liov, Ucraina, formată din satele Didîliv (reședința), Hreniv și Velîki Pidliskî.

## Demografie
Componența lingvistică a comunei Didîliv
     Ucraineană (99,77%)
     Alte limbi (0,23%)
Conform recensământului din 2001, majoritatea populației comunei Didîliv era vorbitoare de ucraineană (99,77%), existând în minoritate și vorbitori de alte limbi.